# ملعب دا ماتا ريال
استاديو دا ماتا ريال هو ملعب متعدد الاستخدامات في باسوش دي فيريرا، البرتغال. يتم استخدامه في المقام الأول لمباريات كرة القدم. الملعب قادرة على احتضان 5,250 شخصا وقد بني في عام 1973 تحت اسم استاديو دا ماتا ريال. تم تجديد الاستاد مرتين، في عامي 2000 و 2013. وهو الملعب الرئيسي لنادي باسوش دي فيريرا.

## وصلات خارجية
- ملف على ZeroZero